# Tipus de dades booleanes

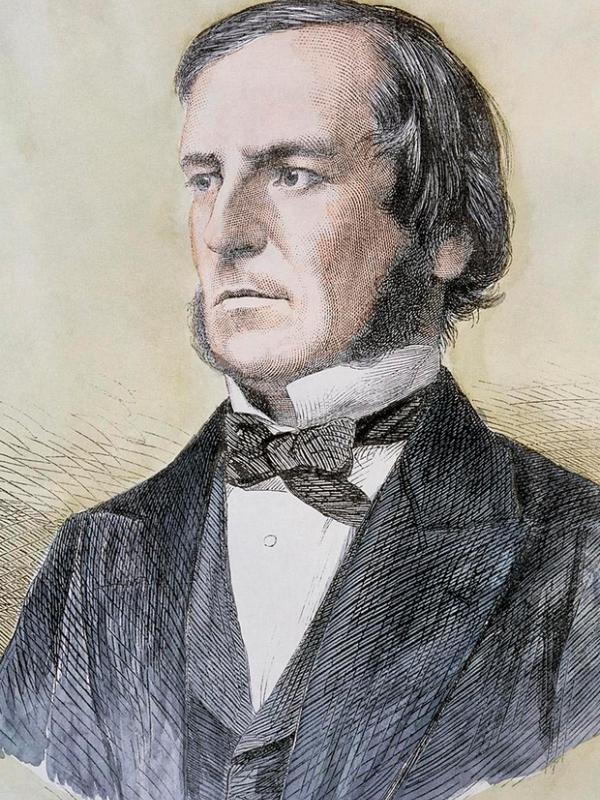
George Boole, creador de l'algoritme de les dades booleanes.

Els operadors booleans són paraules o símbols que permeten connectar de forma lògica conceptes o grups de termes per així ampliar, limitar o definir les teves cerques ràpidament. Són molt senzills d'usar i poden incrementar considerablement l'eficàcia de les cerques temàtiques i bibliogràfiques de qualsevol tipus de documentació.
Estant destinada a representar els valors de veritat de la lògica i l'àlgebra booleana, porta el nom de George Boole, fundador a mitjan segle xix portant de referència epònima el seu propi nom. El tipus de dades booleana s'associa principalment a estats condicionals. Aquest és un cas especial del tipus de dades lògiques, ja que la lògica no sempre és de tipus booleà. Els motors de cerca d'Internet permeten l'ús d'operadors booleans; l'ús adequat d'aquests operadors permet millors resultats en la recuperació d'informació.

## Característiques
Els operadors booleans estableixen relacions lògiques entre termes i conjunts. Aquestes connexions, com les matemàtiques, es processen seguint certes regles.
- Cerca bàsica: S'encarrega de buscar els conceptes clau que defineixin frases curtes, i expressar-los des del major nombre de formes possibles emprant sinònims, variants gramaticals, etc. I buscar la seva traducció a l'anglès si es van a utilitzar recursos en aquest idioma.
- Cerca avançada: Els seus algoritmes són diferents i la majoria no compten amb la capacitat per realitzar "cerca semàntica" de continguts. En aquest sentit, i a diferència de Google, per aconseguir trobar el que es vol trobar a partir d'un motor de cerca acadèmic.
- Majúscules: És veritat que a la majoria dels cercadors és igual si les lletres són majúscules o minúscules; però, hi ha sistemes que només els interpreten si estan de la primera forma.
- Parèntesi: Igual que amb el llenguatge matemàtic es poden agrupar termes amb les seves respectives connexions lògiques perquè tinguin un processament prioritari com un únic concepte. Primer es processa individualment el contingut dels parèntesis i després es relacionen els dos resultats amb qualsevol dels possibles operadors.

## Operadors booleans lògics
Les expressions lògiques, com les expressions de comparació, retornen un valor cert (1) o fals (0) quan es processen. Els operadors lògics combinen dues comparacions i retornen el valor real (1) o el fals (0) segons els resultats de les comparacions. S'utilitzen en instruccions condicionals complexes i poden actuar com a punts de control per seleccionar condicions no desitjades. Si teniu una sèrie d'expressions lògiques, per aclarir-les, s'utilitza un o diversos conjunts de parèntesis per adjuntar cada expressió.
Només es pot utilitzar un operador lògic per combinar dues relacions. Tot i així, es poden combinar múltiples relacions en una expressió lògica complexa. Per exemple, si es retorna un valor real si ambdues comparacions són certes:
- (4 > 2) & (a = a) /serà cert, per tant el resultat serà= 1/
- (2 > 4) & (a = a) /serà fals, ja que el resultat serà= 0/

### Operador de presència (AND)
L'anomenat operador de presència o conjunció, representada en Pascal per l'operador AND, permet expressar el fet que dues coses siguin certes alhora. Mostra només resultats que continguin tots els termes de cerca especificats independentment de l'ordre i de la seva posició relativa. A major quantitat de termes combinats amb aquest operador, menor nombre de resultats. L'operador avalua si el valor de la banda esquerra i el costat dret es compleix. És l'operador per defecte, però hi haurà ocasions en què sigui necessari utilitzar-lo per combinar-lo amb altres operadors, com OR.

Representació gràfica de l'operador booleà AND.

A nivell matemàtic o causal, indica que les paraules que precedeixen i segueixen a l'operador han de trobar-se en el resultat de la cerca. Per exemple, els termes <música> AND <Catalunya> llancessin resultats que continguin les paraules "música" i "Catalunya" totalment conjuntes i relacionades, no han de ser pas trobats com a termes independents.
- En termes de programació d'ordinadors, l'operador mateix comprova si dos operandos són nuls o si es torna 1 d'altra banda 0:[8]

| 1    | 0    | 1 AND 0 |
| Fals | Fals | Fals    |
| Fals | Cert | Fals    |
| Cert | Fals | Fals    |
| Cert | Cert | Cert    |

### Operador d'alternança (OR)
La disjunció lògica indica que arriba amb el fet que tan sols una de les paraules estigui present. En la majoria de les eines de cerca pot reemplaçar-se per un espai en blanc. Mostra només resultats que continguin tots els termes de cerca especificats independentment de l'ordre i de la seva posició relativa.

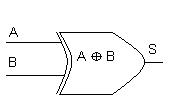
Esquema d'operador lògic OR.

Els operands no tenen per què ser de el mateix tipus, però han de ser de tipus sencer o punter. Els operands són normalment expressions relacionals o d'igualtat.
- El primer operand s'avalua completament i, abans de prosseguir amb l'avaluació de l'expressió OR lògica, s'apliquen tots els efectes secundaris.
- El segon operand s'avalua només si el primer s'avalua com fals (0). Això elimina l'avaluació innecessària de el segon operant quan l'expressió OR lògica és cert.

A nivell matemàtic o causal, a major quantitat de termes combinats amb aquest operador, menor nombre de resultats. Aquest operador representa la suma lògica, igual que la multiplicació, utilitza dues expressions, una a l'esquerra i una altra a la dreta. Retorna un resultat veritable si algun dels operands és veritable, és a dir, si el resultat de l'expressió és diferent de zero. Per exemple, els termes <gos> i <Europa> es mostraran uns resultats que continguin generalment almenys un dels dos termes.

Representació gràfica de l'operador de disjunció lògica.

- En termes de programació d'ordinadors, l'operador mateix comprova amb un ventall de resultats amb certesa que no amb falsedat:[5]

| 1    | 0    | 1 OR 0 |
| Fals | Fals | Fals   |
| Fals | Cert | Cert   |
| Cert | Fals | Cert   |
| Cert | Cert | Cert   |

### Operador d'exclusió (NOT)
En lògica, la negació permet representar el contrari d'una proposició. Si alguna cosa és certa, llavors el seu contrari és fals i viceversa. A Pascal, l'operador de negació és NOT. Mostra resultats que continguin únicament el primer terme i no el segon. A més, l'operador d'aquest caire inverteix els valors de bit de qualsevol variable i estableix el bit corresponent al resultat d'acord.

Representació gràfica de l'operador d'adjunció lògica.

A nivell matemàtic o causal, a part de per a objectes de tipus Boolean, està predefinit per matrius monodimensionals aplicant la negació a cada element i per a tipus sencers modulars calculant el complement.
- En termes genèrics, redueix la quantitat de resultats a l'excloure termes. Per exemple, si fem una cerca parametritzada entre <música> NOT <reggeaton>, el cercador mostrarà tots els resultats que continguin la primera paraula sempre que no incloguin el segon terme en qüestió.[13]

Representació gràfica de la disjunció exclusiva.

| 1    | NOT 0 |
| Cert | Fals  |
| Fals | Cert  |

### Operador de disjunció exclusiva (XOR)
La disjunció exclusiva és una operació lògica que produeix resultats només quan les entrades difereixen. Especifica que, d'ambdues paraules clau, només ha d'aparèixer una. És ambigu quan els dos operands són certs; l'exclusiu o l'operador exclou aquest cas. De vegades, això es considera "un o l'altre, però no tots dos". Això es podria escriure com "A o B, però no, A i B". Després d'aquesta intuïció de sentit comú sobre "o", de vegades s'argumenta que en molts idiomes naturals, inclòs l'anglès, la paraula "o" té un sentit "exclusiu". La disjunció exclusiva d'una parella de proposicions, (p, q), suposa que p és certa o q és certa, però no les dues.
- Per exemple, es pot argumentar que la intenció normal d'una declaració com "ser o no ser" és estipular que exactament una de les condicions pot ser certa. Certament, en algunes circumstàncies, una frase com aquest exemple hauria de ser prohibida la possibilitat que algú accepti ambdues opcions.[15]

## Operadors booleans de proximitat
Els operadors de proximitat o de posició mesuren les distàncies entre els termes que s'intenten localitzar. Es poden utilitzar per connectar paraules o frases dins d'un camp de cerca però no entre els dos termes. Permeten buscar termes segons el context en què es troben, és a dir, especifiquen que els dos termes que hem triat han d'estar a una certa distància l'un de l'altre, mesurada en paraules, en el camp de cerca seleccionat. Serveixen per a concretar més les cerques i solen utilitzar-se per a camps de cerca que contenen moltes paraules, com el resum o el text complet.

### Operador amb cometes
Aquest operador facilita la recerca de resultats que pugui contenir els termes clau introduïts junts, un a costat de l'altre, en la mateixa frase i en el mateix ordre per la cerca exacte dels termes, introduint-se com a frases literals. Sempre ha de generar-se entre cometes seguit d'un grup de paraules per l'obtenció d'una frase. També s'ha de tenir en compte que fer servir frases entre cometes en conjunció amb operadors booleans ofereix més flexibilitat.
- Un exemple molt clar pot ser la cerca de <tecnologia audiovisual>, on apareixaran aquells resultats que incloguin en l'ordre especificat. Aquesta opció serà útil tot reduint la quantitat de resultats podent restringir cerques innecessàries.

### Operador 'ADJ'
Mitjançant dues paraules, una seguida de l'altra sense altres caràcters entre elles. Mostra resultats que continguin els termes clau introduïts junts en la mateixa frase reduint la quantitat de resultats i matisant les cerques. Els termes de la pregunta apareixen un al costat a un altre dins del document, sense cap paraula que els separi. Des del punt de vista estètic, es pot escriure el símbol ADJ o utilitzar un guió entre les paraules sense deixar espai.

Representació gràfica d'una dissecció de cerca amb proximitat.

- Per exemple, si es busca per <Messi> ADJ <Maradona>, només es recuperaran aquells registres que continguin els dos termes combinats en el mateix camp i amb "Messi" recuperat en primera posició. Per això, els resultats s'adecuaran tots aquells incloguin els dos termes junts, un al costat de l'altre, i en qualsevol ordre. Finalment, l'operador s'encarregarà de recuperar tots els documents que continguin l'expressió total.

### Operador 'FAR'
Mostra resultats que continguin els termes clau introduïts separats, a més de 10 paraules de distància en general, però depèn del cercador en el mateix camp independentment de l'ordre. Quan s'utilitza l'operador FAR, es localitzen documents en els quals els termes de la cerca apareixen amb les paraules citades o més distància almenys en un cas. Com que això no elimina la possibilitat que els termes apareguin també més a prop dins de la mateixa pàgina, FAR és més útil quan s'usa en conjunció amb altres expressions reduint la quantitat de resultats al matisar les teves cerques.
- Per exemple, si es busca per <Movida Madrilenya> FAR <Radio Futura>", només apareixeran aquells resultats en què els termes estiguin separats en el mateix camp per deu paraules de distància tot i respectant cada terme.

### Operador 'NEAR'
Al contrari que l'operador FAR, aquest mostra els resultats que contenen els termes clau introduïts junts, a no més de 10 paraules de distància en general depenent del cercador. Alhora, l'operador NEAR busca documents on apareixen els dos termes pròxims i en l'ordre indicat. Això permet especificar el nombre de paraules que poden existir entre els dos termes en qüestió. Estèticament, el símbol pot anar seguit d'un nombre que indica la quantitat màxima de paraules que pot haver-hi entre els termes de cerca. Amb NEAR no importa l'ordre dels termes de cerca, qualsevol pot aparèixer en primer lloc.
- D'aquesta manera, si es busca <psicologia> NEAR <Freud>, trobarà pàgines web referides sense necessitat de ser excloent com si es busqués per la mateixa fusió de termes. Recupera tots els documents que s'esmenta el primer terme més lluny del nom propi del segon terme. Per això, es mostraran aquells resultats que incloguin els dos termes junts, a menys de 10 paraules de distància, en un mateix camp de manera independent.

### Operador 'SAME'
Aquest operador sintetitza els resultats que continguin els termes clau introduïts en el mateix camp; és a dir, en el títol, abstract, contingut, etc. No obstant això, no tenen perquè estar situats a la mateixa frase. En les recerques d'adreces, s'utilitza l'operador SAME per a restringir la cerca a termes que apareguin en la mateixa direcció en un registre complet. A més, s'utilitza el parèntesi per agrupar els seus termes d'adreces. Funciona exactament com AND quan s'usa en altres camps i quan els termes apareixen en el mateix registre. Amb això, es redueix la quantitat de resultats i matisa la pàgina de resultats.
- Per exemple, si se cerca <universitat> SAME <Barcelona> cerca registres en què qualsevol universitat aparegui en el camp de direccions d'un registre complet incloent la Ciutat Comtal. Per tant, podrem apreciar a la pàgina de resultats que incloguin en el mateix camp els dos termes especificats.

### Operador 'WITH'
Els resultats cercats mitjançant el símbol de WITH contenen els termes clau introduïts en el mateix camp i en la mateixa frase. Generalment, es fa ús d'aquest per localitzar registres en què un camp conté una oració amb tots els termes especificats. S'ha de tenir en compte que l'operador només permet recuperar aquells registres en què es troben els dos termes en el mateix camp.
- Finalment, si partim de l'exemple de cerca dels termes <tecnologia> WITH <audiovisual>, apareixeran aquells resultats que s'incloguin en la mateixa oració els dos termes especificats. Per tant, en aquest cas depenen de la combinació dels significats de cada terme.

## Operadors booleans de truncament
Els operadors de truncaments o d'exactitud s'utilitzen per tenir en compte variacions en els finals de paraules, ja siguin plurals, arrels comunes de paraules, variacions idiomàtiques, etc. Són operadors pels quals la presència pot substituir un caràcter o un conjunt de caràcters, situats a la dreta d'un terme. S'utilitzen quan és necessari utilitzar no un terme simple, sinó també els seus derivats.
En la utilització del truncament cal tenir en consideració que en termes llargs i inequívocs s'obtenen formes importants d'un mateix terme com gerundis, participis, plurals, etc. Així com pronominalitzacions o adjectivacions de verbs. És imprescindible fer un truncament amb menys de quatre lletres en l'arrel. Els truncaments que donen lloc a la selecció d'un nombre molt gran de termes corren el risc de generar soroll i bloquejar l'ordinador, ja que aquest necessitarà molt de temps per realitzar totes les sumes lògiques per tal d'utilitzar amb precaució evitant que s'introdueixi soroll amb termes impensats. Tot això, permet augmentar l'exhaustivitat de la recuperació.

Símbol gràfic de l'asterisc.

### Asterisc (*)

#### Asterisc general
Aquest símbol s'usa com a sufix permetent mostrar aquelles paraules que comencin amb les lletres precedents. És un signe que reemplaça un caràcter o grup de caràcters, són molt útils quan es desconeix la manera complet de l'escriptura de el terme. Amb l'objectiu de donar més visions des d'una paraula prefixada, permet el truncament d'un nombre múltiple de caràcters al mig o al final d'un terme de cerca.
Per exemple, si es fa una cerca parametritzada amb <inter*> es mostraran tots els resultats que comencin per "Inter" com internacional, internet o internauta.

#### Asterisc intern
De la mateixa manera que el símbol de tancament d'interrogació, l'asterisc introduït a l'interior d'una paraula permet substituir un únic caràcter. Això fa que l'asterisc com a comodí intern permeti fer-ho amb més d'un.
Per exemple: Ch * ter, mostrarà resultats com Chapter, Charter o Character, no ha de ser precisament una lletra exacte. Es pot omplir amb múltiples caràcters en el cas de que es pugui obtenir uns resultats admissibles.

### Símbol de tancament d'interrogació (?)
El tancament d'interrogació permet substituir un només caràcter a la fi o a l'interior d'una paraula. Es produeix quan s'omet una sola, tant si és al mig o al final de la paraula. Cert programari trunca també dades alfabètiques, quan per qualsevol raó només accepta un nombre fix de signes dins d'un camp donat i talla automàticament els sobrants.
Per exemple: ????ona buscaria termes com <Barcelona> o <Tarragona>. O bé, guap? mostraria termes com <guapa> i <guapo>. En bon ús d'aquest operador permet millorar les recerques de termes que continguin dièresi, accents, el dígraf <ny>, gènere.

Projecció algebraica d'un operador relacional.

## Operadors relacionals
Aquests operadors generalment no solen usar-se en una recerca bibliogràfica, són totalment útils per àmbits i situacions molt concretes. El seu ús es limita a establir relacions entre expressions numèriques per així trobar dades estadístiques i matemàtics. Són símbols que es fan servir per comparar dos valors. Si el resultat de la comparació és correcte l'expressió considerada és veritable, en cas contrari és falsa.
Per exemple, si dos escalars <a> i <b> es comparen el resultat pot ser veritable (1) o fals (0) d'acord amb aquests variants:
- Si a i b són vectors de la mateixa dimensió, es compara cada element a (i) amb b (i) el resultat és que l'element (i) de el vector resultat o (i) pot contenir un 1 o 0.
- Si es comparen dues matrius, de la mateixes dimensions, la comparació es fa element a element i el resultat és una altra matriu de la mateixa dimensió amb uns i zeros d'acord amb el resultat de la comparació.